# Västervik
Västervik er hovedby i Västerviks kommune, Kalmar län, Småland, Sverige. Byen ligger i det nordligste Småland.
Västervik kaldes "Østkystens perle" og er en søfartsby, der besøges af mange turister. I Stegeholms slotsruin er der hver sommer Visfestivalen, som i mange år blev arrangeret af det tidligere Hootenanny Singers-medlem Hansi Schwarz. I Västervik findes en af Nordens største campingpladser og badesteder, Lysingsbadet, med omkring 200 hytter og plads til knap 1.000 campingvogne.

## Historie
Västervik lå oprindelig længst inde i Gamlebyviken, hvor Gamleby i dag ligger. Allerede i 1275 blev Gamleby omtalt som by, men blev i 1433 flyttet til sin nuværende placering ved Gamlebyvikens munding. Gamleby mistede efter 150 år sit byprivilegium og blev længe kaldt gamle Västervik, senere den gamle by, hvilket blev til Gamleby. I 1433 beordrede Sveriges konge, Erik af Pommern, borgerne i Västervik til at slå sig ned tættere på havet, dér hvor Västervik i dag ligger, beskyttet af Stegeholms slot.
I 1517 hærgede danskerne i Västervik, der fik Gustav Vasa som beskytter, og denne lod anlægge et skibsværft i 1548. På trods af ny dansk hærgning i 1612 og 1677 blomstrede Västervik som stapelstad (forrådsby) med en voksende eksport af jern fra jernbruget i Tjust og udsavede trævarer fra det skovrige opland. I frihedstiden blev der anlagt flere manufakturer og et nyt værft, og borgerskabet lod sig påvirke af den blomstrende brugs- og herregårdskultur i Tjust.
Västervik havde i 1800 et folketal på 2.985 personer, som i 1880 var blevet forøget til 6.189, og det kom på grund af industrialiseringen frem til 1920 til at udgøre 11.889. Etableringen af jernbaner til Hultsfred, Norsholm og Vimmerby i perioden 1879-1906 medvirkede til befolkningsforøgelsen. Jernbanerne var smalsporede, hvilket på længere sigt var en hæmsko. Efter nedgang fra 1920 til 1940 øgedes folketallet igen og nåede i 1970 op på 20.577 personer.
Västervik var fra 1863 til 1970 sæde for Kalmar läns nordlige landsting, hvis tilblivelse skyldtes gamle modsætninger mellem Västervik og Kalmar, der blev residensbyer for länets nordlige hhv. sydlige del.
Västervik hører til Linköpings stift, og indbyggerne har længe haft et samhørighedsforhold med både Småland og Östergötland. I Västervik tales en dialekt, der i høj grad ligner de dialekter, der tales i Östergötland.

## Kendte borgere
- Ellen Key – forfatter, pædagog, ateist og feminist (født uden for Västervik)
- Björn Ulvaeus – musiker, medlem af popgruppen ABBA (født i Göteborg, men boede under størstedelen af sin opvækst i Västervik)
- Alice Babs – jazzsanger og skuespiller (født i Kalmar, opvokset i Västervik)
- Ivar Ahlstedt – forfatter (født i Malmö, opvokset på Öland, boede derefter i Västervik indtil 1937)
- Gösta Bernhard – skuespiller, revyartist og komiker.
- Stefan Edberg – tennisspiller (bor nu uden for Växjö)
- Magnus Härenstam – skuespiller, komiker og tv-vært

## Ekstern henvisning
- Mitt Västervik Arkiveret 14. oktober 2006 hos  Wayback Machine – byguide